# كارونا، لومبارديا

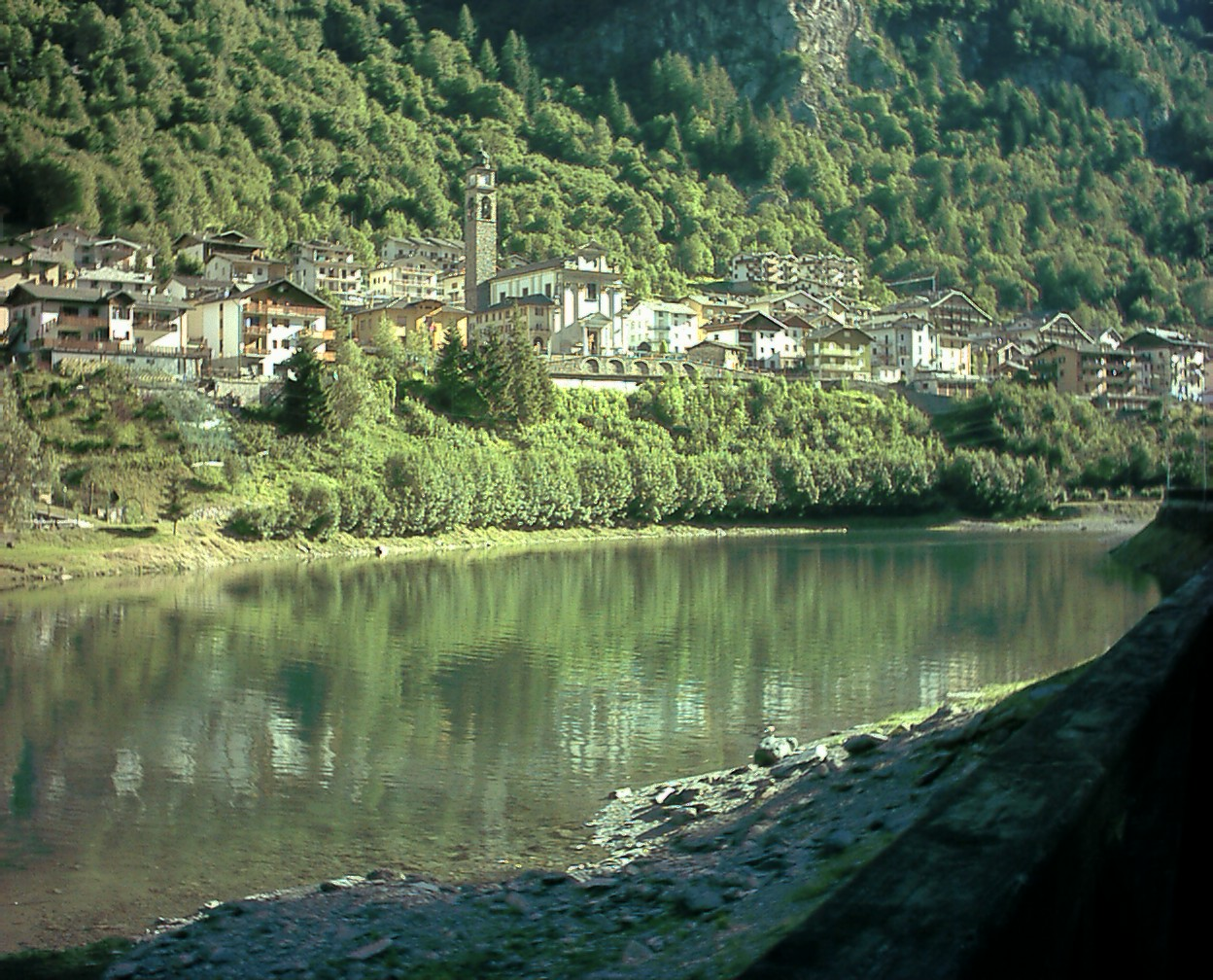
كارونا وبحيرتها

كارونا (بالبرغماسكية: Caruna) هي بلدية في مقاطعة بيرغامو في منطقة لومبارديا الإيطالية، وتقع على بعد حوالي 80 كيلومتر (50 ميل) شمال شرق ميلانو وعلى بعد حوالي 35 كيلومتر (22 ميل) شمال بيرغامو. وفقًا لنظام كارونا، لا توجد تجمعات سكانية على أراضيها، ولكنها لا تزال تعترف بالمحليات المحلية مثل كارونا بَسّا وباغلياري.
تقع كارونا على حدود البلديات التالية: برانزي، كايولو، فوبولو، غانديلينو، بياتيدا، فالبونديوني، فالغوليو، فاليف.